# Starstrukk
«Starstrukk» — песня, записанная американским электропоп-дуэтом 3OH!3. Композиция вышла на третьем сингле группы, который стал вторым синглом с их второго студийного альбома Want. Другая версия, исполненная при участии Кэти Перри на радио и выпущенная в специальном подарочном издании, имела значительный успех в Великобритании, Австралии, Бельгии, Финляндии, Польше и Ирландии, войдя в первую десятку в хит-парадах этих стран.

## Продвижение
Песня «Starstrukk» была использована в рекламе к сериалу «Сладкие Девчонки». Она прозвучала в третьем эпизоде первого сезона сериала «Дневники вампира», а также в трейлере к фильму «Формула любви для узников брака. Ремикс с участием Кэти Перри вошёл в саундтрек  фильма «Однажды в Риме», а также европейской версии компьютерной игры «FIFA 11».
Песня была исполнена певицей Marina and the Diamonds на британском BBC Radio 1 и на её нескольких живых выступлениях, в частности — на  Гластонберийском фестивале современного исполнительского искусства. Студийная кавер-версия была записана на стороне Б её сингла 2010 года «Oh No!».

## Видео
8 июня 2009 года на AOL Music был продемонстрирован клип, который снял в Лос-Анджелесе (Калифорния) барабанщик группы Sum 41 Стив Йоч. Согласно Rolling Stone, в видео присутствует толпа девушек в светящейся одежде, преследующая 3OH!3, огромная костюмированная вакханалия со строителями, марширующий оркестр и масса взбитых сливок. Режиссёр сказал, что замысел состоит в том, что небольшая толпа людей начинает понемногу скапливаться, пока не превратится в огромную кучу. По мнению Шона Формана, одного из участников группы, «клип смотрится потрясающе».

3OH!3 бегут от преследующих их девушек по улице в клипе «Starstrukk» (интернет-версия).

Второй клип на «Starstrukk» при участии Кэти Перри был снят в Окружном Природном Историческом Музее Розы Гарден в Экспозиции Парка 21 сентября 2009 года в Лос-Анджелесе. Режиссёрами стали Марк Класфелд и Стив Йоч. Сюжет этого клипа связан с фильмом «Однажды в Риме», в котором несколько мужчин влюбились в одну девушку, из-за того что она забрала себе их монеты из римского фонтана желаний. По сюжету парни из 3OH!3 достают монетки из фонтана желаний, вследствие чего на них нападает толпа девушек. «Starstrukk» стала саундтреком к фильму.

## Появление в чартах
«Starstrukk» дебютировал в США 95 строчкой и достиг пика на 66.
В Канаде песня достигла 31 места в чарте Canadian Hot 100, став вторым синглом группы, попавшим в Top 40.
Сингл попал в чарт Великобритании 20 декабря 2009, 26 декабря 2009 достиг топ-5. Он оставался #5 ещё на следующей неделе, пока не упал до #6. С10 января 2010 по 16 января 2010 он поднялся до #3, тем самым достигнув самого верха в британском чарте. «Starstrukk» — это единственный чарттопер 3OH!3 в Великобритании. 26 февраля 2010 года по сертификации BPI сингл стал золотым за продажи 400,000+
Он достиг пика на #4 в Австралии, став вторым хитом, попавшим в топ-5 в стране. В Новой Зеландии сингл достиг пика только на #16.

### Чарты
| Чарт (2009)                      | Наивысшая позиция |
| -------------------------------- | ----------------- |
| Australian Singles Chart         | 4                 |
| Austrian Singles Chart           | 48                |
| Belgian Singles Chart (Flanders) | 21                |
| Belgian Singles Chart (Wallonia) | 2                 |
| Canadian Hot 100                 | 31                |
| Czech Airplay Chart              | 22                |
| Danish Singles Chart             | 39                |
| Dutch Singles Chart              | 65                |
| Eurochart Hot 100 Singles        | 19                |
| Irish Singles Chart              | 4                 |
| New Zealand Singles Chart        | 16                |
| Polish Airplay Chart             | 5                 |
| Slovak Airplay Chart             | 20                |
| Swedish Singles Chart            | 55                |
| UK Singles Chart                 | 3                 |
| US Billboard Hot 100             | 66                |
| US Pop Songs (Billboard)         | 25                |

| Чарт (2009)                              | Позиция |
| ---------------------------------------- | ------- |
| UK Singles Chart                         | 152     |
| Чарт (2010)                              | Позиция |
| Australian Singles Chart                 | 83      |
| European Hot 100 Singles                 | 68      |
| UK Singles (The Official Charts Company) | 29      |

| Страна         | Сертификация |
| -------------- | ------------ |
| Australia      | 2x Platinum  |
| United Kingdom | Gold         |